# カナリーフライ
カナリーフライ（IATA：PM、ICAO：CNF）は、スペインのカナリア諸島に拠点を置く航空会社。

## 歴史
2008年にカナリア諸島とアフリカ大陸を結ぶために設立された。2012年5月、カナリア諸島の島嶼間で初めての便が運行された。 

## 機材

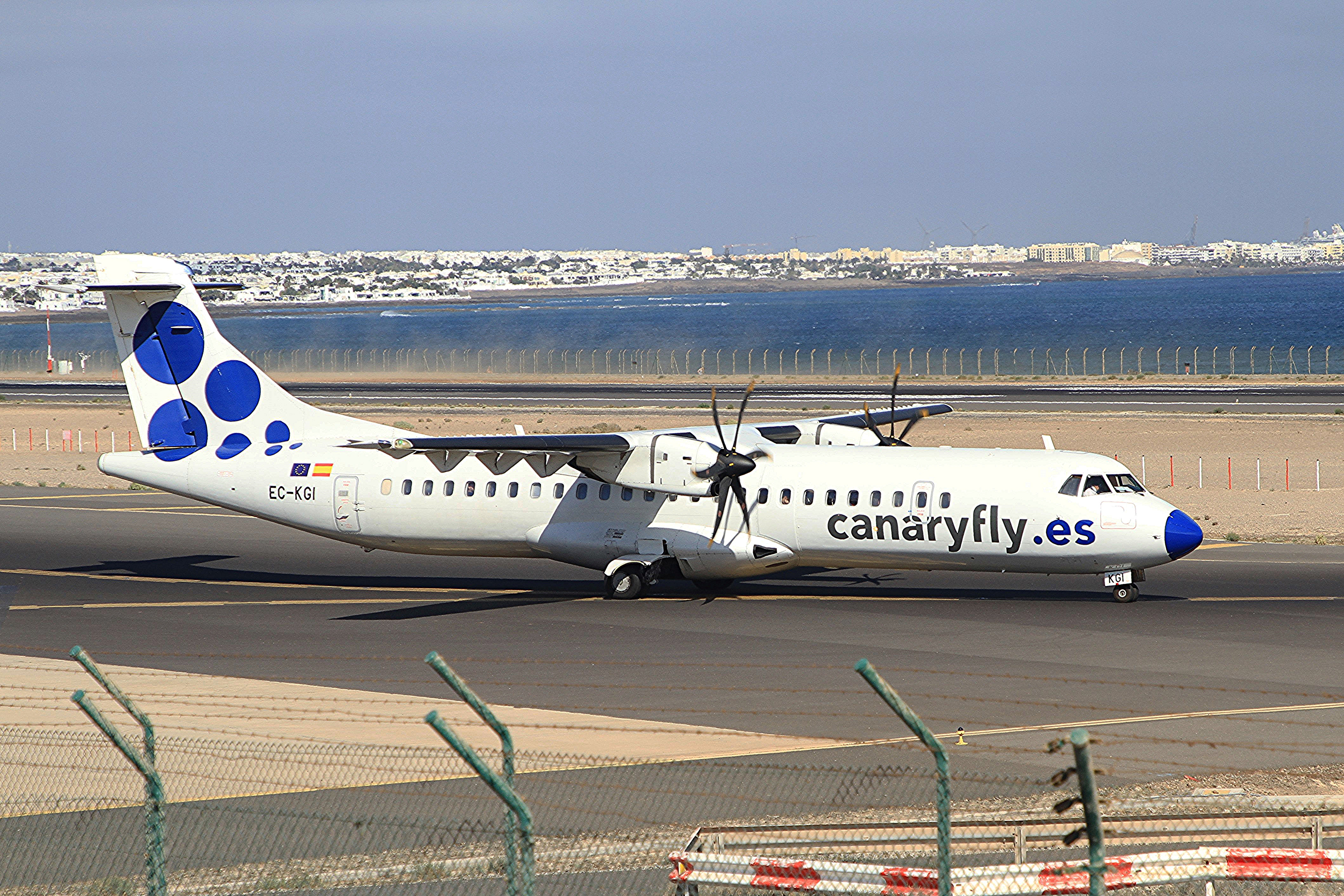
ATR 72-500

2019年12月現在
| 機種       | 保有数 | 発注数 | 座席数 |
| ---------- | ------ | ------ | ------ |
| ATR 72-500 | 7      | 0      | 68     |
| 計         | 7      | 0      |        |

## 路線
2017年3月現在
- グラン・カナリア島 – ランサローテ島
- ラ・パルマ島 - テネリフェ島
- フエルテベントゥラ島 – グラン・カナリア島
- グラン・カナリア島 – テネリフェ島
- テネリフェ島 – ランサローテ島
- テネリフェ島 – フエルテベントゥラ島
- グラン・カナリア島 - エル・イエロ島
- テネリフェ島 – エル・イエロ島